# Света Анастасия Узорешителница (манастир)
„Света Анастасия Узорешителница“ или Фармаколитрия (на гръцки: Μονή Αγίας Αναστασίας της Φαρμακολύτριας) е ставропигиален манастир на Вселенската патриаршия в Егейска Македония, Гърция, част от дем Полигирос в административна област Централна Македония. Според преброяването от 2001 година в манастира има 45 жители.

## Местоположение
Манастирът се намира в южното подножие на планината Омвриано, разклонение на Хортач, близо до село Василика, Солунско. Това е ставропигиален манастри и е построен в чест на Света Анастасия Узорешителница, мъченичеца, пострадала в 304 година по време на гоненията на император Диоклециан.

## История
Според традицията манастирът е основан в 888 година от императрица Теофания, жена на император Лъв VI Философ (866 - 912). Императрицата дарила на манастира честно дърво и зестрата си и оттук и името на съседното селище Василика (тоест Царско). Данни за съществуването на манастира в средновековието обаче няма.
В житието на Теона Солунски от XVIII век, се казва, че монахът, по-късно солунски митрополит, обявен за светец, пристига тук в 1522 година, намира между Василика и Галатища разрушен параклис и построява манастир, в който се заселва заедно със 150 последователи дошли с него от Света гора. Манастирът процъфтява и натрупава огромни недвижими имоти и много зависимости из целия Балкански полуостров и Русия. През втората половина на XVI век достига своя най-голям просперитет и има около 300 монаси. В 1789 година обаче манастирът е унищожен. В 1821 година по време на Гръцкото въстание манастирът изплаща частни търговски кораби да участват в битката в Коронийския залив. Той е унищожен отново заедно с другите села в района по време на потушаването на Халкидическото въстание на 12 юни 1821 година. Възстановен е в 1832 година, но по време на Гръцко въстание в Македония в 1854 година отново е унищожен. В 1898 година в манастира пристига като патриаршески екзарх Прокопий Амфиполски с цел възстановяване на единството и мира в монашеското братство.
Патронните празници на манастира са на 22 декември и 15 август.
В 1995 година храмът е обявен за защитен паметник на културата.
В манастира са погребани мощите на Яков Костурски, които след това са преместени.
| Игумени          | Игумени             | Игумени              | Игумени |
| Име              | Име                 | Управление           | Бележка |
| ---------------- | ------------------- | -------------------- | --- |
| Апостол Димелис  | Απόστολος Διμέλης   | 1960 - октомври 1985 | презвитер, от 21 ноември 1973 г. евменийски епископ, от 15 ноември 1977 г. илиуполски и тирски митрополит, по-късно родоски м. |
| Апостол Вулгарис | Απόστολος Βούλγαρης | 3 ноември 1985       | милетски епископ, от 15 януари 1990 г. милетски митрополит                                                                     |